# Betacixius nelides
Betacixius nelides är en insektsart som beskrevs av Ronald Gordon Fennah 1956. Betacixius nelides ingår i släktet Betacixius och familjen kilstritar. Inga underarter finns listade i Catalogue of Life.